# Scaphiodontophis venustissimus
Scaphiodontophis venustissimus — вид змій родини полозових (Colubridae). Мешкає в Центральній Америці і Колумбії.

## Поширення і екологія
Scaphiodontophis venustissimus мешкають в Гондурасі, Нікарагуа, Коста-Риці, Панамі і Колумбії. Вони живуть у вологих тропічних лісах та на кавових плантаціях, на висоті до 1300 м над рівнем моря. Ведуть денний, наземний спосіб життя. Відкладають яйця.